# (37471) Popocatépetl
(37471) Popocatépetl ist ein Asteroid des inneren Hauptgürtels, der am 17. Oktober 1960 von dem niederländischen Astronomenehepaar Cornelis Johannes van Houten und Ingrid van Houten-Groeneveld entdeckt wurde. Die Entdeckung geschah im Rahmen des Palomar-Leiden-Surveys, bei dem von Tom Gehrels mit dem 120-cm-Oschin-Schmidt-Teleskop des Palomar-Observatoriums aufgenommene Feldplatten an der Universität Leiden durchmustert wurden.
Die Bahndaten des Asteroiden weisen auf eine Zugehörigkeit zur Hungaria-Gruppe hin. Charakteristisch für diese Gruppe ist unter anderem die 9:2-Bahnresonanz mit dem Planeten Jupiter. Der Namensgeber für die Hungaria-Gruppe ist der Asteroid (434) Hungaria. Die Sonnenumlaufbahn von (37471) Popocatépetl ist mit mehr als 22° stark gegenüber der Ekliptik des Sonnensystems geneigt, ein weiteres Charakteristikum für Hungaria-Asteroiden.
(37471) Popocatépetl wurde am 29. Oktober 2012 nach dem Popocatépetl benannt, einem 5462 Meter hohen Zwillingsvulkan in Zentralmexiko, der gleichzeitig der zweithöchste Berg des Landes ist.